# بردلی دانجر
بردلی دانجر (انگلیسی: Bradley Danger؛ زادهٔ ۲۹ ژانویهٔ ۱۹۹۸) بازیکن فوتبال اهل فرانسه است.
از باشگاه‌هایی که در آن بازی کرده‌است می‌توان به اشاره کرد.
وی همچنین در تیم‌های ملی فوتبال France national under-16 football team، زیر ۱۷ سال فرانسه، زیر ۱۸ سال فرانسه، و زیر ۱۹ سال فرانسه بازی کرده‌است.